# Irianti Erningpraja
Tati Irianti (Yakarta, 18 de noviembre de 1965 – 27 de mayo de 2025), conocida artísticamente como Irianti Erningpraja, fue una actriz, nadadora, compositora y cantante indonesia.

## Biografía
Irianti nació el 18 de noviembre de 1956. Su padre fue Raden Ahem Erningpraja, Ministro de Mano de Obra durante el gobierno de Soekarno. Comenzó a nadar en su infancia, obteniendo medallas en diversos campeonatos nacionales e internacionales de natación en categorías por edad, así como en competiciones de mayor escala como los PON IX, Juegos del Sudeste Asiático y los Juegos Asiáticos de 1977 y 1978. Al finalizar la escuela secundaria, desarrolló sinusitis y se vio obligada a abandonar su carrera en la natación.
Posteriormente, centró su atención en el canto y la composición, destacando canciones como "Ada Kamu" y "Kasih" en la década de 1990.
Irianti falleció el 27 de mayo de 2025, a los 59 años.